# 加埃塔诺广场

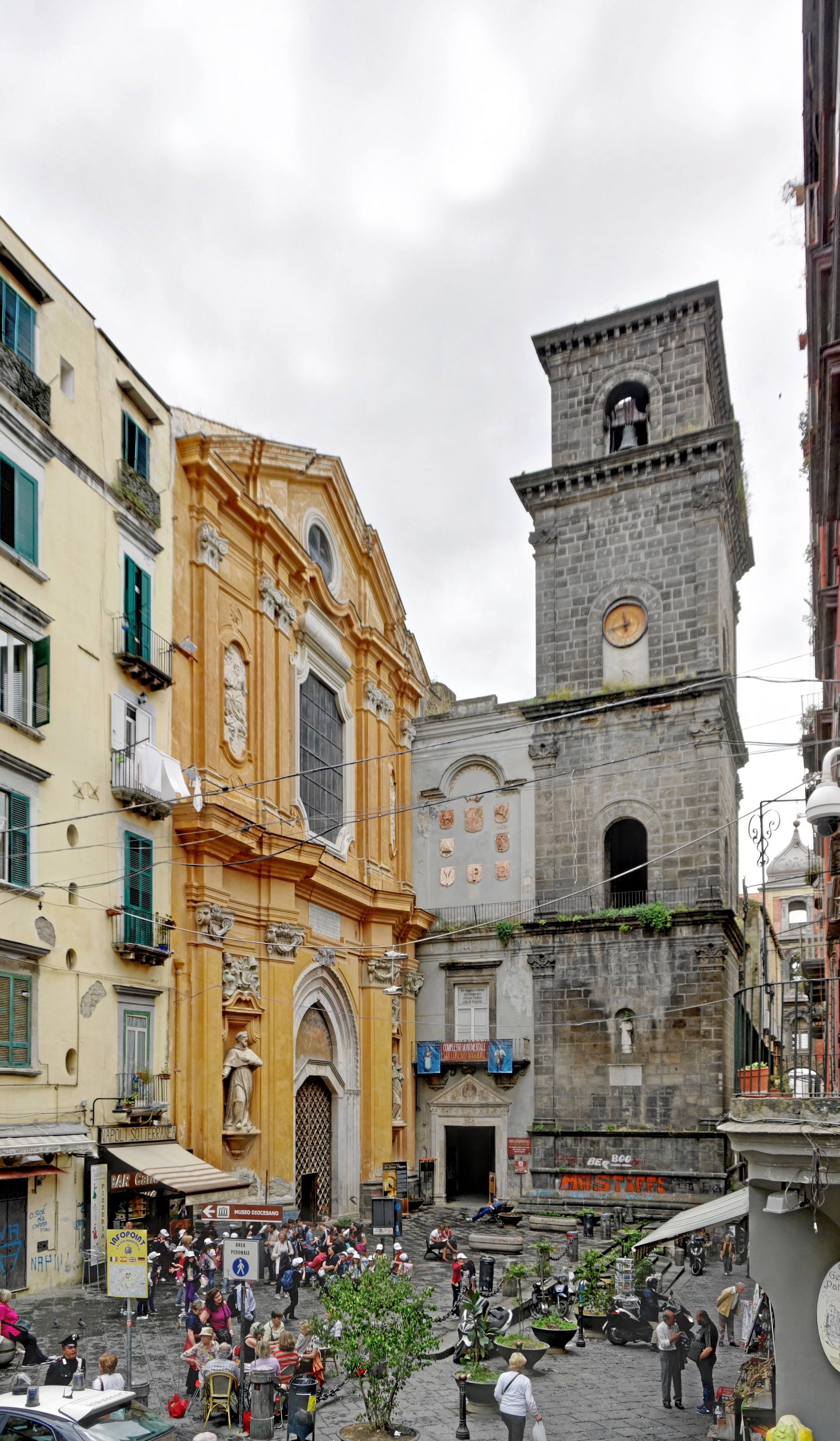
加埃塔诺广场

加埃塔诺广场（Piazza San Gaetano）是意大利那不勒斯古城区的一个广场，主要被2座大教堂包围：大圣老楞佐教堂和大圣保禄教堂，前者是罗马神庙遗址，后者与元老院有关。广场中间有圣加埃塔诺像。